# Jeff Clark (poète)
 (janvier 2025).
Si vous disposez d'ouvrages ou d'articles de référence ou si vous connaissez des sites web de qualité traitant du thème abordé ici, merci de compléter l'article en donnant les références utiles à sa vérifiabilité et en les liant à la section « Notes et références ».
Pour les articles homonymes, voir Jeff Clark et Clark.
Jeffrey M. Clark, né en 1971, est un poète américain, créateur de livres-objets et un maquettiste. 

## Biographie
Jeff Clark a grandi dans le sud de la Californie. Après ses études secondaires, il est accepté par l'université de Californie à Davis où il obtient le Bachelor of Arts (licence). 
En 1995, il a obtenu son Master of Fine Arts (mastère) auprès de l'université de Iowa,, puis il s'est installé à San Francisco.
En 1996, il a commencé à travailler pour Wilsted & Taylor à Oakland, une maison d'édition de beaux livres.
En 2003, il a créé son studio de maquettiste, Quemadura à Ypsilanti dans l'État du Michigan.
Ses poèmes sont publiés dans des revues et périodiques tels que le Poets.org, la Boston review,, etc.

## Œuvres

### Recueils de poèmes
- The Little Door Slides Back, New York, Farrar, Straus and Giroux, 1er mars 2000, 97 p. (ISBN 9780374188580),
- Music and Suicide : Poems, Farrar, Straus and Giroux, 1er janvier 2004, 80 p. (ISBN 9780374529598),
- Ruins, New York, Turtle Point Press, 1er janvier 2009, 60 p. (ISBN 9781933527376),

### Biographie
- Dad's Masterpiece : The Patricia Masotto Story, New York, Strategic Book Publishing, 25 février 2009, 112 p. (ISBN 9781606938737, lire en ligne),

## Conception de couvertures de livres et de beaux livres
2003, création de son studio de conception et de sa propre maison d'édition Quemadura.

### Livres
- Olio de Tyehimba Jess, 2016[7],
- Wolf[8], 2013,
- Planisphere : new poems de John Ashbery, 2009[9],
- Sleeping it off in Rapid City de August Kleinzahler, 2008[10],

Des couvertures de livres publiés par les éditions Ahsahta Press,, Wave Press, Flood Editions

## Prix et distinctions
- 2004, le James Laughlin Award[13],
- 1997, le National Poetry Series award[14].